# Lincent
Lincent (neerlandeză Lijsem, valonă Lîssin) este o comună francofonă din regiunea Valonia din Belgia. Comuna este formată din localitățile Lincent, Pellaines și Racour. Suprafața totală a comunei este de 14,75 km². La 1 ianuarie 2008 comuna avea o populație totală de 3.040 locuitori. 